# Amerikai kígyónyakúmadár
Az amerikai kígyónyakúmadár avagy anhinga (Anhinga anhinga) a madarak (Aves) osztályának szulaalakúak (Suliformes) rendjébe, ezen belül a kígyónyakúmadár-félék (Anhingidae) családjába tartozó faj.
A fajt Carl von Linné svéd természettudós írta le 1766-ban, a Plotus nembe Plotus anhinga néven.

## Alfajai
- dél-amerikai kígyónyakúmadár (Anhinga anhinga anhinga) – Dél-Amerika
- karibi kígyónyakúmadár (Anhinga anhinga leucogaster) – Amerikai Egyesült Államok déli részétől Közép-Amerikáig, valamint a Karib-térség szigetein honos.

## Előfordulása
Amerikai Egyesült Államok déli részétől Közép-Amerikán keresztül Brazília déli és Argentína északi részéig él. Édesvizű mocsarak lakója.

## Megjelenése
Testhossza 81–91 centiméter, a szárnyfesztávolsága 120 centiméter, tömege 820–1350 gramm, a csőre 69-88 milliméter. Hosszú, hegyes csőre és hosszú nyaka van. Úszás közben szinte teljesen elmerül a vízben, csak a hátából egy kis darab, a hosszú nyaka és a feje látszik ki.
|  |  |

## Életmódja
Nagyon jó úszó, a halakat a víz alatt hegyes csőrével átdöfi, majd a vízfelszínén elfogyasztja. A kárókatonákhoz hasonlóan úszás után széttárt szárnyakkal szárítkozik.

### Szaporodása
Bokrokon vagy fákon fészkel.